# Cophanta
Cophanta is een geslacht van vlinders van de familie spinneruilen (Erebidae).

## Soorten
- C. funestalis Walker, 1864
- C. illurgis (Hewitson, 1869)
- C. occidentalis Hampson, 1910